# Тука-Тимур
Тука-Тимур (д/н — бл. 1262) державний і військовий діяч Золотої Орди, очільник декількох улусів.

## Життєпис
Походив з династії Чингізидів. Тринадцятий син Джучі та наложниці-меркитки Кагрі-хатун. На відміну від старших братів не отримав після смерті батька 1227 року частину його улуса. Вперша письмо згадується у 1229 році, коли залишився в улусі Джучі з титулом хан-огли, тоді як його брати поїхали на курултай до Каракоруму.
Ймовірно брав участь у західному поході, але обмаль відомостей про його звитяги, про які згадують сеередньовічні хроніки. Втім 1242 року отримав від Бату власний улус, що охоплював прикаспійські землі. 1246 року брав участьу загальному курултаї в Каракорумі.
1251 року спільно з братом Берке очолив ординське військо у поході на підтримку претендента на трон монгольського кагана Мунке. Близько 1253 року за наполяганням хана Бату відмовився від своїх володінь, отримавши натомість улус Манкерман і область навколо Кафи (Солхатську тьму).
Згідно «Бахр ал-Асрар» під  впливом хана Берке прийняв іслам та сприяв його поширенню в Кримському улусі. Близько 1258 року отримав у володіння «тьму Ас» (Киркерську тьму) Кримського улуса. Тут з 1260 року став карбувати монети. Помер близько 1262 року.

## Родина
- Уран-Тимур, улусбек Кримського улуса
- Кай-Тимур, правитель юрта Мангишлак. Його нащадком був Тохтамиш
- Баян, улусбек улусу Манкерман
- Бай-Тимур, його нащадками були Кара-Хусейн, улусбек Булгарського улуса та правителі Сигнакського улусу, починаючи з Кара-Ногая